# Engdawork Tariku
Engdawork Tariku (ur. 1945 w Sebecie – zm. 2011) – etiopski piłkarz grający na pozycji napastnika. W swojej karierze grał w reprezentacji Etiopii.

## Kariera klubowa
W swojej karierze piłkarskiej Tariku grał w klubie Anbessa FC.

## Kariera reprezentacyjna
W 1970 roku Tariku został powołany do reprezentacji Etiopii na Puchar Narodów Afryki 1970. Zagrał w nim w trzech meczach grupowych: z Sudanem (0:3), z Kamerunem (2:3) i z Wybrzeżem Kości Słoniowej (1:6).
W 1976 roku Tariku powołano do kadry na Puchar Narodów Afryki 1976. Wystąpił na nim w jednym meczu grupowym, z Gwineą (1:2).